# Черченаско
Черченаско (итал. Cercenasco, пьем. Sësnasch) — коммуна в Италии, располагается в регионе Пьемонт, в провинции Турин.
Население составляет 1774 человека (2008 г.), плотность населения составляет 136 чел./км². Занимает площадь 13 км². Почтовый индекс — 10060. Телефонный код — 011.
Покровителем коммуны почитается святой Фирмин Амьенский, празднование в четвёртое воскресение сентября.

## Демография
Динамика населения:

## Администрация коммуны
- Официальный сайт: https://web.archive.org/web/20100114231616/http://www.cercenasco.com/frameset.html